# Neal Black
Pour les articles homonymes, voir Black.
Vous pouvez aider à l'améliorer ou bien discuter des problèmes sur sa page de discussion.
Neal Black est un chanteur, compositeur et  guitariste américain.

## Biographie
Neal Black a commencé sa carrière discographique à New York en 1993 avec un Blues lourd et puissant lorgnant vers le heavy rock des 1970's, pour se tourner au fur et à mesure vers un son plus roots qui peut inclure le son très particulier de la guitare Dobro et des cuivres. Il possède une voix grave, rauque, très rocailleuse et puissante. Son jeu de guitare est aussi éblouissant en jeu électrique qu'en jeu acoustique.[non neutre]
Il retournera dans son Texas natal à la fin des 1990's, puis il réside au Mexique pendant 3 ans. Depuis 2004 il vit en France et exerce ainsi son art dans l'hexagone, mais aussi en Europe en compagnie d'autres artistes français comme NINA VAN HORN (compositeur et auteur de l'album de 2006) mais aussi BLUES CONSPIRACY, NICO WAYNE TOUSSAINT, LEADFOOT RIVET, et FRED CHAPELLIER.[réf. nécessaire]
Son dernier album, Before Daylight, est sorti en 2014.[réf. nécessaire]
En 2016, il s'associe au bluesman de la Nouvelle-Orléans Larry Garner pour publier l'album "Guilty Saints" chez Dixiefrog.[réf. nécessaire]
En 2017, il participe comme invité à l'album "Magnéto" du groupe français Les Chics Types sur lequel il joue un titre hommage au James Café, un café concert aujourd'hui disparu de la région lyonnaise.[réf. nécessaire]

## Critique
Artiste méconnu mais très intéressant notamment entre autres, par la capacité d'être capable de passer d'un titre très dur à, par exemple, une reprise éblouissante et personnelle de I can see clearly now[réf. nécessaire].[non neutre]

## Discographie
- Neal Black and the Healers (Dixiefrog) 1993
- Black power (Dixiefrog) 1994
- Going back to Texas  (Dixiefrog) 2000
- Dreams are for loser (Dixiefrog) 2003
- Handful Of Rain (Dixiefrog) 2007
- Sometimes the truth  (Dixiefrog) 2011
- Before Daylight (Dixiefrog) 2014

## Collaboration
- The Blues Conspiracy (Dixiefrog) 2004 - Avec Nico Wayne Toussaint et Leadfoot Rivet
- BTC Blues Revue "Live and More" (Dixiefrog) 2012 - Avec Nico Wayne Toussaint et Fred Chapellier
- Neal Black & Larry Garner "Guilty Saints" 2016 (Dixiefrog)
- Les Chics Types "Magnéto" (In Ouïe) 2017 - Neal Black est invité (voix et guitare) sur le titre "Au James Café"